# Тарнер Вали (Алберта)
Тарнер Вали (енгл. Turner Valley) је варошица у југозападном делу канадске провинције Алберта. Налази се на око 60 км југозападно од града Калгарија и око 3 км западно од вароши Блек Дајмонд са којим је повезан возом пријатељства који представља једну од главних туристичких атракција града. Кроз варошицу смештену на обронцима Стеновитих планина на надморској висини од 1.220 метара протиче речица Шип.
Насеље је настало на богатим налазиштима нафте и природног гаса која су скоро 30 година представљала највећу нафтоносну регију у Алберти, а у том периоду село Тарнер Вали је добило статус службене варошице Алберте (1930. године). 
Према подацима пописа становништва из 2011. у вароши је живело 2.167 становника или 13,6% више становника у односу на попис из 2006. када је регистровано 1.908 житеља.

## Становништво
| 2006. | 2011. |
| ----- | ----- |
| 2.167 | 2.167 |